# Grand-Lancy
Le Grand-Lancy est une localité de la commune de Lancy, dans le canton de Genève, en Suisse romande. Son code postal est 1212.
Le siège social des Transports publics genevois (TPG) se situe dans la localité, au dépôt du Bachet-de-Pesay sis route de La-Chapelle.

## Écoles
Le Grand-Lancy possède trois écoles publiques : l'école en Sauvy, l'école des Palettes et l'école du Bachet-de-Pesay, ainsi qu'une école privée : l'Institut International de Lancy.

## Infrastructures sportives
Le Grand-Lancy possède une piscine publique ainsi que deux stades de football : le stade de Marignac, stade principal de l'équipe du FC Grand-Lancy et Les Fraisiers, leur stade d'entraînement et de match pour les juniors du FC Grand-Lancy.

## Culture
La ville de Lancy possède plusieurs lieux culturels :
- Ferme de la Chapelle
- Villa Bernasconi
- Festival Mai au Parc
- Fête de la musique
- Livres à Lancy & concours d'écriture
- Exposition des artistes lancéens
- Subventions culturelles
- Fonds d'art visuel

Pour plus d'information, consultez http://www.lancy.ch/culture/culture